# 4930 Rephiltim
A 4930 Rephiltim (ideiglenes jelöléssel 1983 AO2) a Naprendszer kisbolygóövében található aszteroida. Salyards, S. L. fedezte fel 1983. január 10-én.